# Datorsal

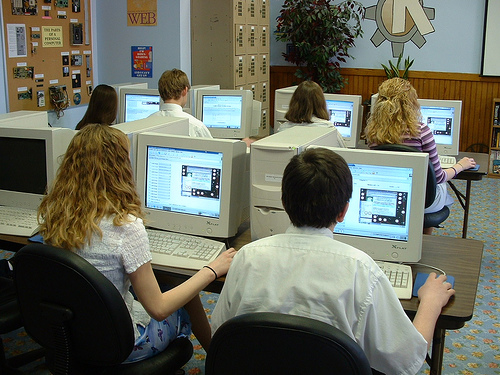
En datorsal på Newton High School i Covington, Georgia, USA

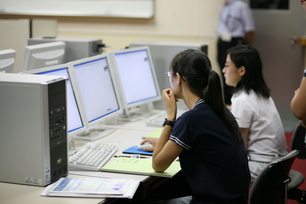
Datorsalsarbete vid Naganouniversitetet i Ueda, Japan

En datorsal, eller datasal, är en skolsal där man ställt upp persondatorer eller arbetsstationer för användning i undervisning och under elevernas lediga tid. Åtkomst är vanligtvis reglerat med någon form av passersystem och elektronisk inloggning.
Skrivare och scanner (bildläsare) kan också finnas tillgängligt.

## Utveckling
Faktorer som priset på datorutrustning, kunskapsnivå, laptops och liknande har påverkat utformningen, men teknikutvecklingen är den faktor som kanske märkts mest. Svenska skolor hade bland annat ABC 80, ABC 800, COMPIS, IBM PC kompatibler med MS-DOS och senare Microsoft Windows och Macintosh.[när?] Framsynta lärosäten hade också VMS, Unix eller unixliknande operativsystem tillgängligt.[när?] I början[när?] var datorerna separata enheter dit programvara endast kunde överföras med kassettband, eller senare[när?] om ekonomin tillät med disketter som flyttades mellan datorerna, senare[när?] kom datornätverk som ursprungligen bestod av en enkel telefonkabel med EIA-485 eller liknande elektriska signaler upplagt som ett multipunktsnätverk. Ethernet och switchar kom senare. När Internet slog igenom omkring 1995 kunde detta nås via en central gateway och brandvägg eller liknande lösning. Universitet och högskolor var de första institutionerna att få ny teknik, sedan nådde det gymnasieskolor och därefter grundskolor. Tillgång och teknikstandard är mycket beroende av lokal ambition.

## Tillgång
Datorsalar används primärt inom undervisningen men kan även vara en förutsättning för genomförande av projektarbeten på gymnasieskolan. Lärosäten med ambition att lära studenterna datorteknik fullt ut ger studenterna tillgång till datorsalen efter skoldagens slut. En del lärosäten har erbjudit tillgång till datorsal dygnets alla timmar. Med lågt teknikpris och laptop har dock jämnat ut tillgångsskillnaden mellan olika studentgrupper så att det inte längre är avhängigt av lärosätets järvhet och ambitionsnivå.